# Ján Mlynárik
Ján Mlynárik (11. února 1933 Fiľakovo – 26. března 2012 Praha) byl český a slovenský historik a vysokoškolský pedagog, za normalizace signatář Charty 77, po sametové revoluci československý politik, poslanec Sněmovny národů Federálního shromáždění za Verejnosť proti násiliu, později za ODÚ-VPN.

## Život
Narodil se v rodině kováře. Maturoval v roce 1952 na gymnáziu v Lučenci, v roce 1957 absolvoval historii na Filozofickoé fakultě Univerzity Karlovy, poté v letech 1957-1959 učil historii na Vysoké škole múzických umění v Bratislavě a v letech 1959-1969 na Akademii muzických umění v Praze. V 60. letech patřil mezi reformní komunisty. Antonín Novotný ho v roce 1964 pokáral za jeho názory. Spory ale měl i s Gustávem Husákem, který ho označil za čechoslovakistu, na což Mlynárik reagoval s tím, že je proti všem extrémistickým -ismům, čechoslovakismu i separatismu. Zároveň ale ve veřejných debatách v druhé polovině 60. let obhajoval první československou republiku pro její demokratický charakter, čímž se dostal do sporu s některými národovecky orientovanými slovenskými veřejnými činiteli (Gustáv Husák, Miloš Gosiorovský). Na jaře 1968 pak kritizoval výroky komunistických slovenských zastánců federalizace jako Vladimír Mináč, kteří snižovali význam demokratizačního hnutí.
Po roce 1968 musel odejít z vysoké školy. Byl vyloučen z KSČ a do roku 1981 pracoval jako kulisák v Národním divadle v Praze a později jako topič v pražské kavárně Slavia. Mezi prvními podepsal Chartu 77. Patřil mezi nepočetné signatáře Charty z řad Slováků, sám ale žil v Praze.
V 50. a 60. letech se zabýval především historií sociálních zápasů na Slovensku v meziválečném období (Štrajkové boje na Slovensku I-III, 1959–65; Revolučné hnutie nezamestnaných na Slovensku v rokoch 1918–38, 1968). Od 70. let se věnoval problematice odsunu německého obyvatelstva z ČSR, historií česko-slovenských vztahů (Česká inteligencia na Slovensku 1918–38, Kolín nad Rýnem 1987) a osobností M. R. Štefánika (Cesta ke hvězdám a svobodě, 1991).
V roce 1981 byl na třináct měsíců uvězněn a pak vypovězen do Spolkové republiky Německo. V Mnichově pracoval na volné noze pro Radio Free Europe, BBC a Deutschlandfunk. Jako historik a esejista (Danubius) kritizoval poválečné vysídlení Němců z Československa. V roce 1990 se vrátil do Prahy, kde převzal post docenta na Filozofické fakultě UK. Své studie, články a dokumenty k dějinám čs. historiografie z let 1969–89 shrnul v souboru Diaspora historiografie (1998).
Angažoval se i v politice. Ve volbách roku 1990 zasedl za VPN do slovenské části Sněmovny národů (volební obvod Středoslovenský kraj). V roce 1991, v souvislosti s rozkladem VPN, přestoupil do poslaneckého klubu jedné z nástupnických formací ODÚ-VPN. Ve Federálním shromáždění setrval do voleb roku 1992. V parlamentu byl zastáncem restitucí majetku zkonfiskovaného komunistickým režimem. Odmítal slovenský nacionalismus a podal trestní oznámení proti slovenskému nacionalistovi, který popíral holokaust.
Po rozdělení československé federace zůstal v Praze. Od roku 1993 byl předsedou Svazu Slováků v Česku. V roce 1998 obhájil před Vědeckou radou Filozofické fakulty profesuru novodobých českých a slovenských dějin.